# 크리스마스에 찬성하는 칠면조떼
크리스마스에 찬성하는 칠면조떼(영어: Turkeys voting for Christmas 터키스 보팅 포 크리스마스[*])는 영국에서 사용되는 관용구로, 명백하게 자살 행위나 다름없는 ("death-wish") 선택을 했을 때를 가리켜 쓰인다. 이 말은 특히 정치적인 투표나 선거를 치렀을 때 많이 사용되며, "크리스마스 뽑아주는 칠면조 같이 (like turkeys voting for Christmas)" 하는 식으로 직설적으로 표현하거나 은유하기도 한다. 영국에서 칠면조는 크리스마스 저녁 만찬에 나오는 요리 중 하나로 많이 먹는데, 한국의 '복날 삼계탕'과 비슷한 느낌이라고 할 수 있다. 영국에서 크리스마스에 칠면조를 먹기 시작한 것은 근대에 들어선 1573년부터인 것으로 전해진다.

## 역사
이 말의 기원에 대해서 <옥스퍼드 영어 인용구 사전>에서는 <인디펜던트 매거진> 시사해설자의 글을 인용해, 영국 자유당의 정치인이었던 데이비드 펜핼리건이 시초라고 밝히고 있는데, 1977년 자유당-노동당 협약이 맺어질 당시 반대 측에 섰던 팬헬리건은 협약을 두고 "협약에 찬성하는 우리들 (자유당)은 크리스마스에 찬성하는 칠면조나 다름 없다"고 말한 것으로 전해진다.
이 말은 머지않아 다른 정치인과 유명인사들도 따라 쓰기 시작했다. 1979년 제임스 캘러헌 수상은 최근 있었던 스코틀랜드 자치 국민투표에 노동당이 무효로 처리하면서 큰 불만을 사던 차에, 스코틀랜드 국민당 의원들이 발의안 불신임 투표에 직면하게 되었다. 투표 결과 스코틀랜드 국민당은 같은 야당인 보수당과 함께 노동당 내각에 맞서 찬성표를 던졌는데, 정작 보수당도 스코틀랜드의 자치를 반대하던 상황이었다. 이를 미리 감안한 듯 캘러헌 수상은 연설을 통해 다음과 같이 말했다. "그들 (스코틀랜드 국민당)이 이긴다면 총선이 열릴 것이다. 최근에 의회장에서 나돌고 있는 농담이 있는데, 칠면조들이 크리스마스 보고 빨리 오라고 찬성하는 것은 역사상 처음으로 기록될 일이라고 한다."
2000년 마스트리흐트 조약에 반대하던 테레사 고먼 의원은 "하원이 마스트리흐트 조약에 찬성표를 던진다면 크리스마스에 찬성한 651마리의 칠면조에 지나지 않을 것"이라고 말했다.
2016년 브렉시트(영국의 유럽 연합 탈퇴)와 관련한 국민투표 결과 탈퇴로 결론이 나자, 미국의 온라인 매체 <복스>도 영국 국민들을 "크리스마스에 찬성한 칠면조"라고 비유하기도 했다.
다른 나라에도 비슷한 말이 있다. 미국에서는 공화당에 투표하는 사람들을 "커넬 샌더스에 투표하는 닭" 같다고 빗대는 차량 유리 스티커가 있다. 캐나다에서 출간된 정치 풍자 소설 <마우스랜드>에서는 고양이에게 표를 던지는 쥐들이 등장한다.

## 같이 보기
- 허위의식